# 宇宙開發事業團
宇宙開發事業團，簡稱NASDA，是一個日本國家太空機構，成立於1969年10月1日，根據《宇宙開發事業團法》，僅限於和平目的。根據由文部科學省（MEXT）頒布的太空開發計劃，NASDA負責開發衛星和運載火箭，並負責發射和追蹤它們。

## 概述
NASDA的首批運載火箭（包括N-I、N-II和H-I）部分基於從美國獲得的許可技術，特別是Delta火箭家族。而H-II則是日本首個完全自主研發的液體燃料火箭。原新幹線「子彈列車」計畫的首席工程師島秀雄，曾在1969年至1977年間擔任NASDA的主席。2003年10月1日，宇宙開發事業團（NASDA）、宇宙科学研究所（ISAS），以及航空宇宙技術研究所（NAL）合併成立了獨立行政法人宇宙航空研究開發機構（Japan Aerospace Exploration Agency，縮寫為JAXA）。
1992年，NASDA部分資助了STS-47（SL-J）任務。這個由日本和美國合作的太空梭任務使一名NASDA宇航員進入了地球軌道。
NASDA在世期間，開始了對國際太空站（ISS）的日本實驗棚（Japanese Experiment Module）以及HOPE-X計劃的研究和開發工作。這些項目隨後由宇宙航空研究開發機構（JAXA）繼承和推動。

## 來源
1. ↑  Shima, Hideo.  (PDF). Japan Railway & Transport Review (EJRCF). 1994, 11: 45–48  [2020-01-07]. （原始内容存档 (PDF)于2024-01-18）.
2. ↑  NASA - Life into Space (1995/2000) - Volume 2, Chapter 4, Page: Spacelab-J (SL-J) Payload  的存檔，存档日期2010-05-27. (Book @ Life into Space 的存檔，存档日期2011-01-04.)